# Romana (biuletyn)
Romana (hiszp. "rzymski") to jedyny oficjalny biuletyn Prałatury Opus Dei. Wydawany jest co pół roku w językach:
- hiszpański
- angielski
- francuski
- włoski

Jego łączny nakład w wersji drukowanej wynosi 4,8 tys. (2012).
Romana zawiera m.in.:
- informacje o ważnych wydarzeniach w Kościele powszechnym
- informacje o podróżach Prałata Opus Dei
- wiadomości o postępie prac apostolskich Prałatury na całym świecie
- artykuły doktrynalne autorstwa księży z Prałatury
- lista członków Opus Dei zmarłych w ostatnim półroczu (tzw. In Pace)

Od 2002 Romana jest dostępna w internecie oraz w wersji drukowanej (zamówienia przez internet).